# Typhlosaurus caecus
Typhlosaurus caecus är en ödleart som beskrevs av  Cuvier 1817. Typhlosaurus caecus ingår i släktet Typhlosaurus och familjen skinkar. IUCN kategoriserar arten globalt som livskraftig. Inga underarter finns listade i Catalogue of Life.